# هامرسميث

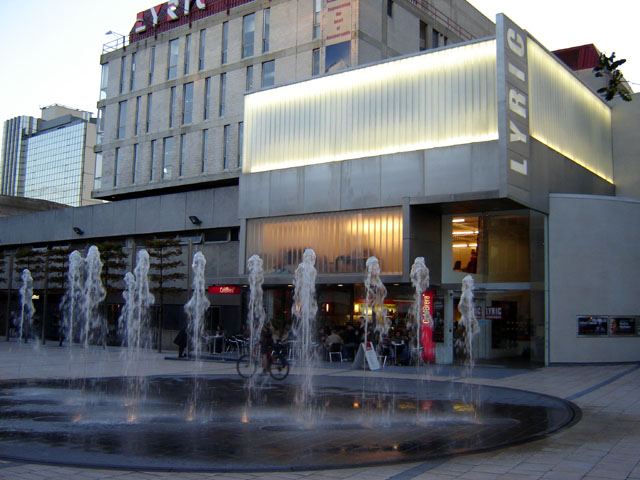
مسرح غنائي، هامرسميث، لندن

هامرسميث (بالإنجليزية: Hammersmith)‏ هي منطقة في غرب لندن، انكلترا، وتقع في لندن بورو من هامرسميث وفولهام. يحدها من الشمال الراعي بوش، كنسينغتون من الشرق، تشيسوك من الغرب، وفولهام من الجنوب، وهي جزءا من الضفة الشمالية لنهر التايمز. يرتبط بها جسر هامرسميث إلى بارنز في الجنوب الغربي. المنطقة هي واحدة من المراكز التجارية والتوظيف الرئيسية غرب لندن، ولبعض عقود كانت المركز الرئيسي للأقلية البولندية في لندن. وتعتبر مركزا رئيسيا للنقل لغرب لندن، مع اثنين من محطات مترو أنفاق لندن ومحطة الحافلات في هامرسميث برودواي.

## معرض صور

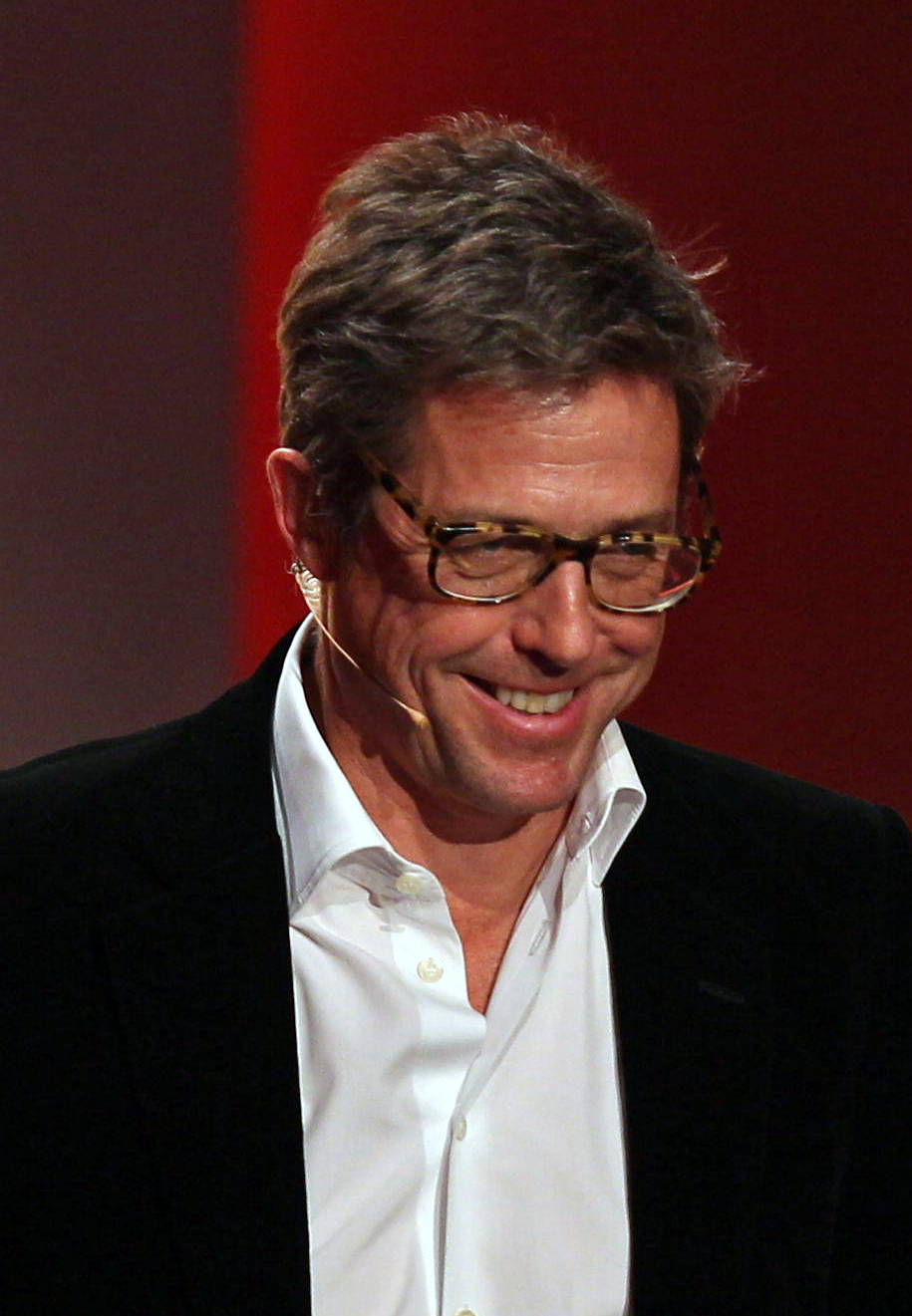
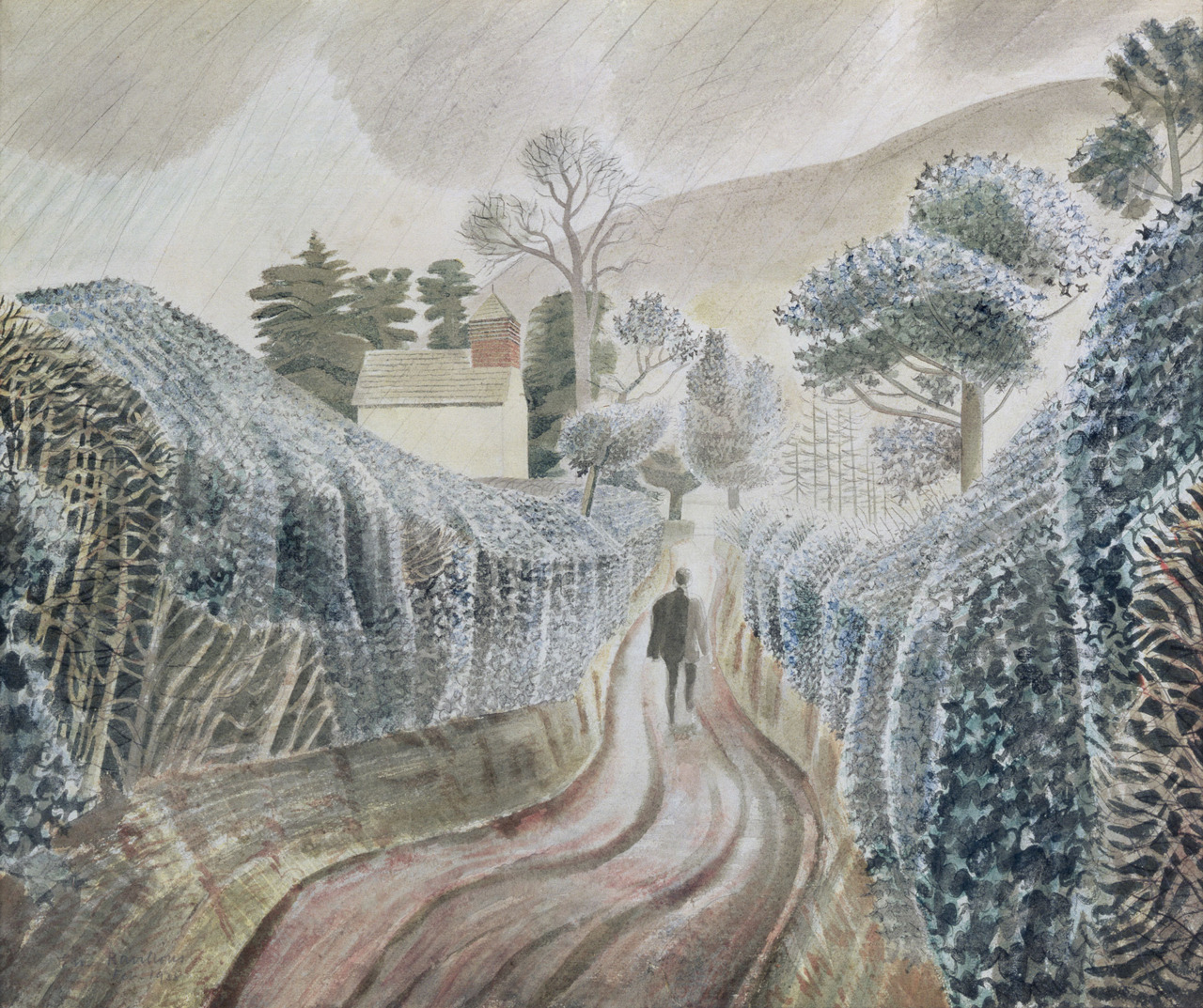
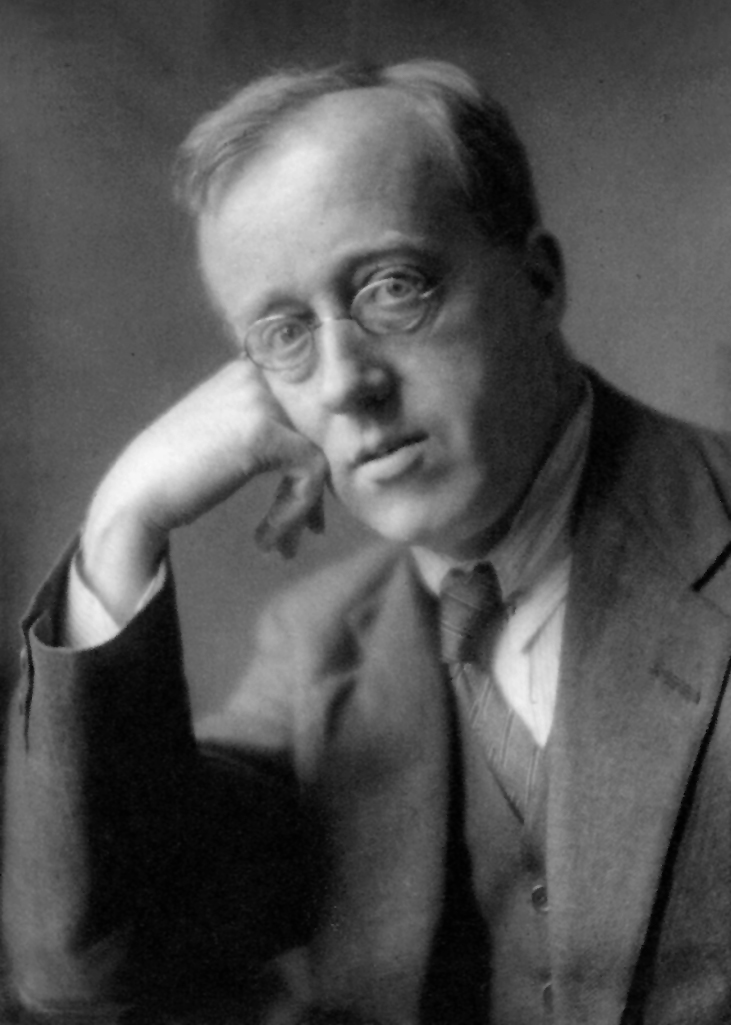
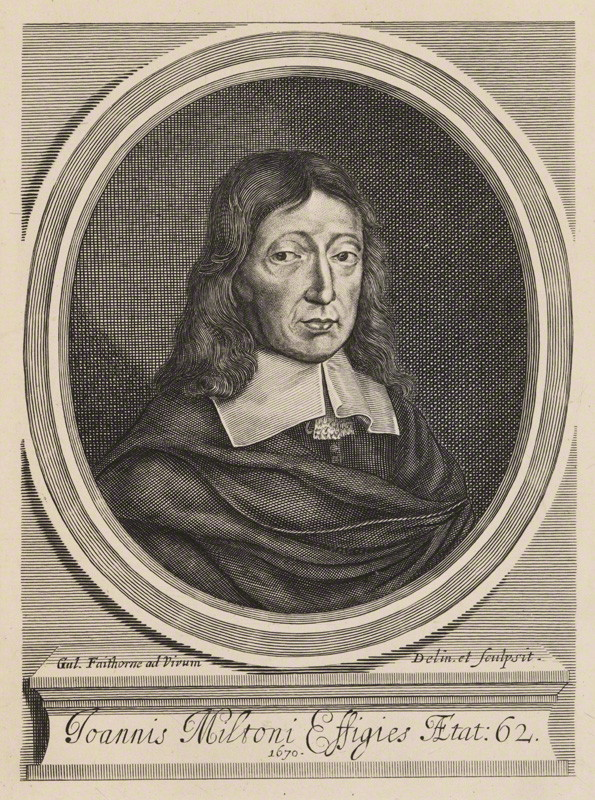
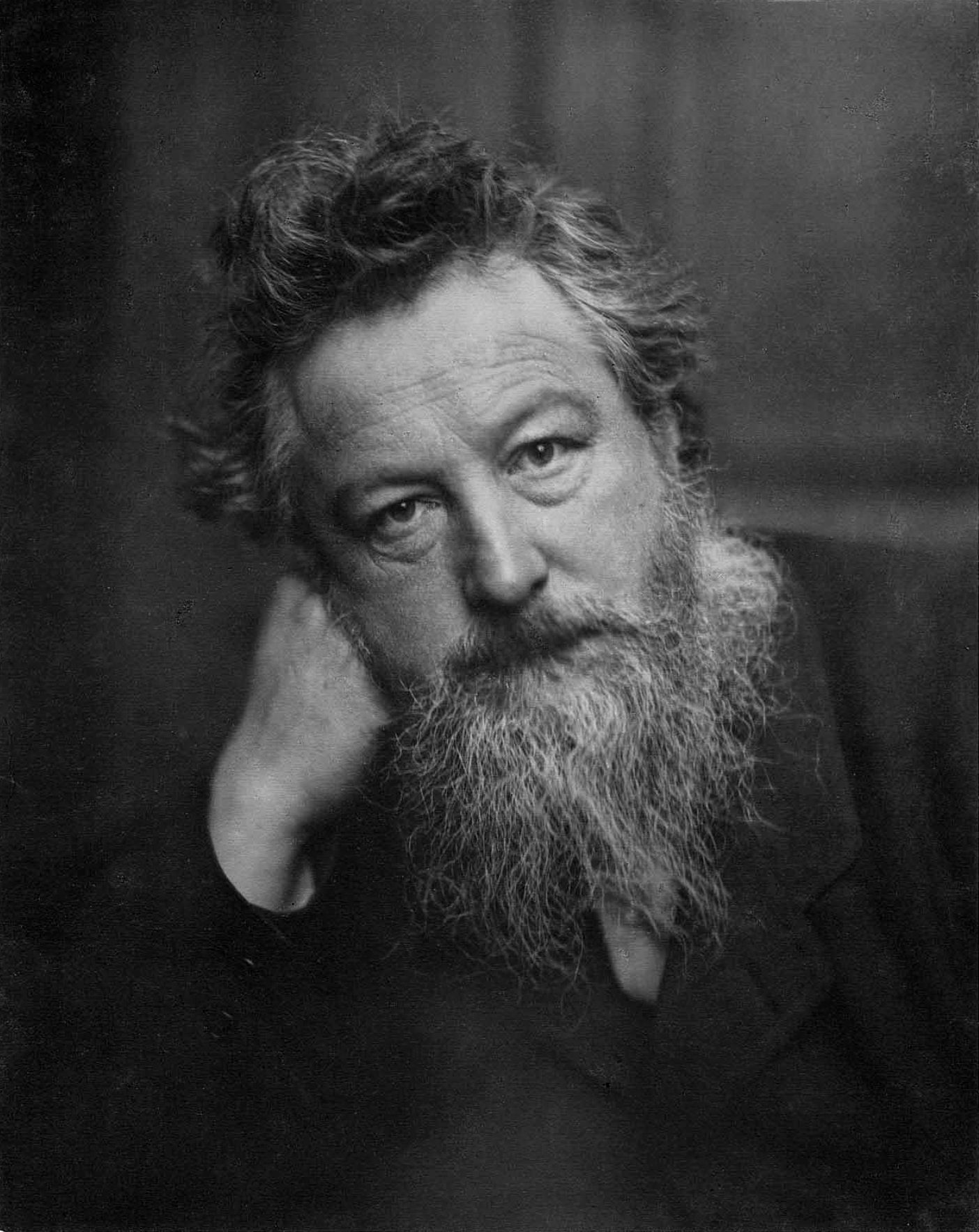

## توأمة
لهامرسميث اتفاقيات توأمة مع:
- بولون-بيانكور

## أعلام
- أنتوني مانغيلا
- ليونيل بارت
- توم هاردي
- دورا بوثبي
- ساشا بارون كوهين
- والتر بوكانان
- بيندكت كامبرباتش
- دانيال رادكليف
- جيمي ألين
- ألان ريكمان